# Borhanlu
Borhanlu (perski: برهانلو) – wieś w Iranie, w ostanie Azerbejdżan Zachodni. W 2006 roku miejscowość liczyła 370 mieszkańców w 104 rodzinach.